# RXL
De RXL aan de Rode Kruislaan in Diemen is een complex van vijf woontorens voor studentenhuisvesting dat eigendom is van woningcorporatie Lieven de Key. Het complex biedt onderdak aan circa duizend studenten waarvan een groot gedeelte met een campuscontract.

## Gebouwen

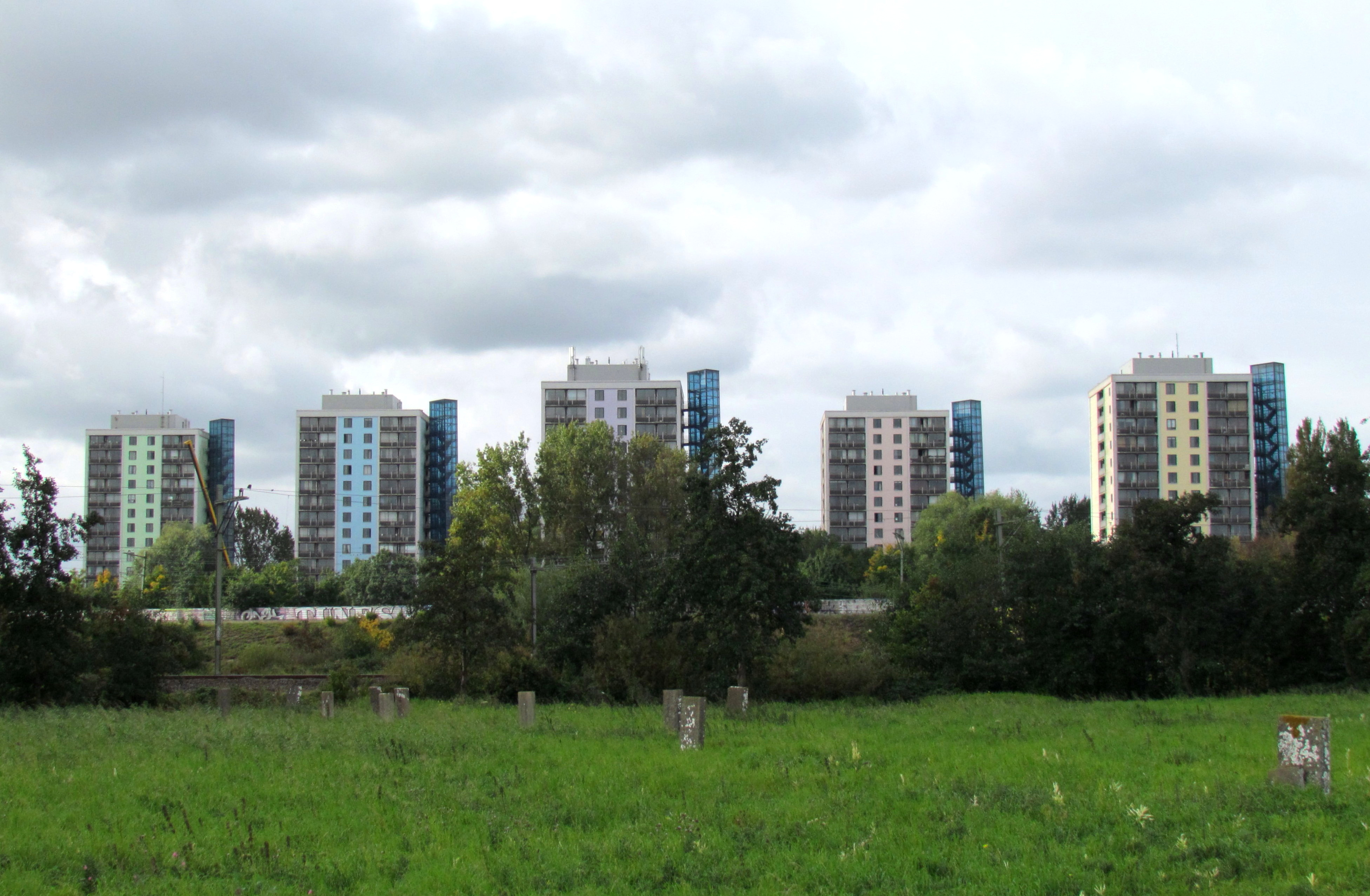
Het complex, gezien vanuit het oosten (2017)

De woontorens bestaan ieder uit 15 verdiepingen met op elke verdieping twee afdelingen. Op de afdelingen bevinden zich een gedeelde keuken, vijf onzelfstandige kamers met eigen badkamer en één zelfstandige woning met eigen keuken. De torens kenmerken zich door de verschillende kleuren die ten tijde van een renovatie door bewoners gekozen zijn. De kleuren zijn de volgende pasteltinten: geel, roze, paars, blauw en groen. 
De bouw van het complex is gebeurd in twee fases, eerst werden de middelste drie torens gebouwd in 1970. In 1972 kwam hier de gele toren ten noorden van de eerste drie torens bij, gevolgd door de groene toren ten zuiden van de andere torens in 1975.

## Bewonersvereniging
Sinds de bouw van het complex is er een lange tijd een bewonersvereniging actief geweest onder de naam "Vereniging van Bewoners van Studentenhuizen te Diemen". Deze vereniging is rond 2000 om onbekende redenen opgeheven waarna er 10 jaar geen bewonersvereniging actief was op het complex. Sinds 2011 is er een nieuwe bewonersvereniging actief, onder de naam "De RXL". Sinds 2021 bezit De RXL een bewonersruimte genaamd ''t Kruispunt'. 
Al eerder werd in 1970 door de toenmalige studentenbeheerders een Stichting in het leven geroepen. STAD (Stichting Ter exploitatie Algemene ruimten studentencomplex Diemen) De stichting begon met een café op de begane grond van de eerste toren. Met de winst die daar gemaakt werd, werden sociale activiteiten gefinancierd zoals en fotoclub, muziekclub etc. Ook werd een theehuis gefinancierd. Het café werd gedoogd door de gemeente Diemen onder voorwaarden dat uitsluitend bewoners toegang hadden. Sinds 2021 heeft De RXL een bijgebouw op het complex dat onder de naam 't Kruispunt wordt gebruikt voor activiteiten voor bewoners.

## Brand
In de nacht van 18 op 19 juli 2017 vond op de begane grond van de paarse flat een brand plaats gevolgd door een explosie en een grote rookontwikkeling in het trappenhuis. Door de rook kwam op de twaalfde verdieping een mannelijke bewoner om het leven en raakten twee vrouwelijke bewoners zwaargewond. De politie gaat uit van brandstichting na inbraak en heeft twee mannen uit Amsterdam opgepakt op verdenking van het uitvoeren van deze delicten. In oktober dat jaar werd een zus van een van de twee mannen gearresteerd die wordt verdacht van betrokkenheid bij het fatale incident. Op 16 januari 2018 legde een van de verdachte mannen een bekentenis af. Een jaar later werd er 16 jaar celstraf tegen hem geëist. Tegen de vrouw, die als brein achter de brandstichting wordt gezien, werd 18 jaar geëist. De eis tegen de andere man, die betrokkenheid ontkent, is 17 jaar.